# Tymoteusz Rodziszewski

Herb Odrowąż

Tymoteusz Jan Rodziszewski h. Odrowąż, (urodził się 1 listopada 1812 roku w Konstantynowie, w ówczesnym pow. łosickim, zmarł 14 października 1893 roku w Warszawie),  polski pedagog, pisarz dla dzieci.
Znany przede wszystkim jako autor zbioru Bajki i powiastki dla dzieci, wydanego w 1843 roku, a następnie wielokrotnie wznawianego. Pochowany na Cmentarzu Bródnowskim w Warszawie.

## Twórczość
- Bajki i powiastki dla dzieci (1843)
- Zwierzęta w obrazkach z wierszykami (1876)
- Arytmetyczka dla dzieci, umieć liczyć w sposób łatwy dla małej grzecznéj dziatwy (1877)